# جيك غروف
جيك غروف (بالإنجليزية: Jake Grove)‏ هو لاعب كرة قدم أمريكية أمريكي، ولد في 22 يناير 1980 في جونسون سيتي في الولايات المتحدة.

## وصلات خارجية
- جيك غروف على موقع مرجع كرة القدم المحترفة.كوم (الإنجليزية)